# Océanite de Guadalupe
Hydrobates macrodactylus
Espèce
Synonymes
- Oceanodroma macrodactylus
- Oceanodroma leucorhoa macrodactylus

Statut de conservation UICN

 CR D : 
En danger critique
L'Océanite de Guadalupe (Hydrobates macrodactylus, anciennement Oceanodroma macrodactyla) est une espèce éteinte d'oiseaux de la famille des Hydrobatidae.
Elle est classée par l'UICN comme étant une espèce en danger critique d'extinction, mais ça fait longtemps que cette espèce n'a pas montré de signe de vie, elle a probablement disparu.

## Description
Très similaire à l'Océanite cul-blanc (O. leucorhoa), l'Océanite de Guadalupe ne s'en distinguait physiquement que par une taille légèrement plus grande et des couvertures sous-alaires plus pâles.

## Répartition
Cette espèce nichait sur l'île Guadalupe.